# Bani Walid Airport
Bani Walid Airport är en flygplats i Libyen.   Den ligger i distriktet Misratah, i den nordvästra delen av landet, 150 km sydost om huvudstaden Tripoli. Bani Walid Airport ligger 293 meter över havet.
Terrängen runt Bani Walid Airport är platt.  Trakten runt Bani Walid Airport är nära nog obefolkad, med mindre än två invånare per kvadratkilometer. Närmaste större samhälle är Banī Walīd, 2,9 km öster om Bani Walid Airport. Trakten runt Bani Walid Airport är ofruktbar med lite eller ingen växtlighet.